# Jack LaLanne
Francois Henri LaLanne, mais conhecido como Jack LaLanne ou "guru do fitness" (São Francisco, 26 de setembro de 1914 — Morro Bay, 23 de janeiro de 2011), foi um preparador físico, perito em nutrição e palestrante motivacional norte-americano.
Décadas antes da saúde e da preparação física começarem a ser promovidas por celebridades como Jane Fonda e Richard Simmons, LaLanne já era amplamente reconhecido por pregar publicamente os benefícios à saúde dos exercícios regulares e de uma boa dieta. Ele publicou inúmeros livros sobre preparação física e apresentou o programa de televisão The Jack LaLanne Show entre 1953 e 1985. Já em 1936, aos 21 anos, abriu uma das primeiras academias dos Estados Unidos em Oakland, Califórnia, que se tornou um protótipo para dezenas de academias similares com seu nome. Um de seus programas televisivos sobre exercícios da década de 1950 visava as mulheres, a quem ele também encorajava a se juntar em seus clubes de saúde. Ele inventou uma série de aparelhos de exercícios, incluindo o pulley, a cadeira extensora e a máquina Smith. Além de produzir sua própria série de vídeos, ele orientou os idosos e os deficientes a não abdicarem dos exercícios, acreditando que isso lhes permitiria aumentar a força. 
LaLanne também ganhou reconhecimento por seu sucesso como fisiculturista, bem como por seus feitos prodigiosos de força. Arnold Schwarzenegger uma vez exclamou "Jack LaLanne é um animal!" depois que LaLanne, aos 54 anos, superou Schwarzenegger, aos 21 anos, em um concurso informal. Por ocasião da morte de LaLanne, Schwarzenegger creditou LaLanne por ser "um apóstolo do fitness" ao inspirar "bilhões de todo o mundo a viver vidas mais saudáveis" e, como governador da Califórnia, tinha o colocado no Conselho do Governador sobre Preparação Física. Steve Reeves creditou LaLanne como sua inspiração para construir seu físico muscular enquanto mantinha uma cintura fina. LaLanne foi integrado ao Hall da Fama da Califórnia e tem uma estrela na Calçada da Fama de Hollywood.